# Kampfgeschwader 257
Kampfgeschwader 257 (dobesedno slovensko: Bojni polk 257; kratica KG 257) je bil bombniški letalski polk (Geschwader) v sestavi nemške Luftwaffe.

## Organizacija
- štab
- I. skupina
- II. skupina
- III. skupina

## Vodstvo polka
Poveljniki polka (Geschwaderkommodore)
- Polkovnik Wolfram von Richthofen: 1. april 1938
- Polkovnik Hans Siburg: 1. november 1938